# Javier Giménez Noble
Javier Giménez Noble (* 25. August 1953 in Buenos Aires) ist ein argentinischer Komponist.
Giménez Noble studierte am Städtischen Konservatorium Buenos Aires bei  Roberto García Morillo. Er setzte seine Ausbildung in Italien bei Giacomo Manzoni und Franco Donatoni fort und erlangte 1990 den Mastergrad am  New England Conservatory in Boston. Nach Lehrtätigkeit an der Universidad Católica Argentina (UCA), dem Konservatorium und der Universidad de La Plata und am New England Conservatory unterrichtet er Komposition am Conservatorio Superior de Música "Manuel de Falla" in Buenos Aires.
Daneben ist Giménez Noble als Komponist aktiv. Neben szenischer Musik entstanden sinfonische Werke sowie Kammermusik.

## Werke
- Surcos, fünf Lieder für Sopran und Klavier, 1978
- Stasera für Gitarre, 1986
- Album für Klavier, 1996
- Nanas de Felisa für Sopran und Klavier, 1997
- Cinco piezas für Klavier, 1998
- Ráfagas, Estudio de concierto, 1999
- Vulnerata Musica, Trece estudios für Klavier, 1999
- Percorsi a due, 2000
- Sun el Viento
- Duo per Leo
- Epitafios für Gesang und Klavier
- Trio per Drago für Violine
- Tres soliloquios für Cello und Klavier
- Los Puentes für Mezzosopran, Flöte, Klarinette, Violine und Cello
- Quattro per Jusid für Klavier und Sinfonieorchester
- El Monte Análogo für Sinfonieorchester